# سيلينة ساحلية
السيلينة الساحلية (باللاتينية: Silene littorea) نوع نباتي يتبع جنس السيلينة من الفصيلة القرنفلية.

## الموئل والانتشار
موطنها المغرب العربي وإيبيريا.